# Klaus Hasselmann
Klaus Hasselmann (sinh ngày 25 tháng 10, 1931 tại Hamburg) là một nhà hải dương học và nhà toán học mô hình khí hậu hàng đầu người Đức. Công trình nổi tiếng nhất của ông là Mô hình Hasselmann về biến đổi khí hậu, trong đó một hệ thống có bộ nhớ dài (đại dương) tích hợp các lực ngẫu nhiên, do đó biến đổi một tín hiệu nhiễu trắng thành nhiễu đỏ, từ đó giải thích (không có giả định đặc biệt nào) về các tín hiệu nhiễu đỏ phổ biến được tìm thấy trong khí hậu. Ông được trao giải Nobel Vật lý năm 2021 cùng với Syukuro Manabe và Giorgio Parisi vì những đóng góp mang tính đột phá trong việc "mô hình vật lý hóa khí hậu trái đất, định lượng sự thay đổi và dự đoán một cách đáng tin cậy sự nóng lên toàn cầu" và "kiến thức về các hệ thống phức tạp".

## Cuộc đời
Cha của Hasselmann là Erwin Hasselmann là một nhà kinh tế, nhà báo và nhà xuất bản, ông đã hoạt động tích cực cho Đảng Dân chủ Xã hội Đức (SPD). Do hoạt động của cha ông trong SPD, gia đình ông đã di cư đến Vương quốc Anh vào năm 1934 vào đầu thời kỳ Đức Quốc xã và Klaus Haselmann lớn lên ở đó từ khi ba tuổi. Cha của ông đã làm nhà báo ở Anh. Gia đình trở về Tây Đức vào năm 1949, khi Haselmann mười tám tuổi. Klaus Hasselmann kết hôn từ năm 1957 và có ba người con.

## Nền tảng chuyên môn và nghiên cứu khí hậu
Ông đã tốt nghiệp ngành Vật lý và Toán học tại Đại học Hamburg năm 1955 với luận văn tốt nghiệp về sự Nhiễu loạn Đẳng hướng, lấy bằng Tiến sĩ tại Đại học Göttingen và Viện Max Planck về Động lực học Chất lỏng năm 1957 rồi tiếp tục nghiên cứu từ 1964–1975 tại Đại học Hamburg. Cuối cùng, ông trở thành giáo sư Địa Vật lý lý thuyết và giám đốc điều hành Viện Vật lý Địa cầu tại Đại học Hamburg.